# Heimatkreis Lank

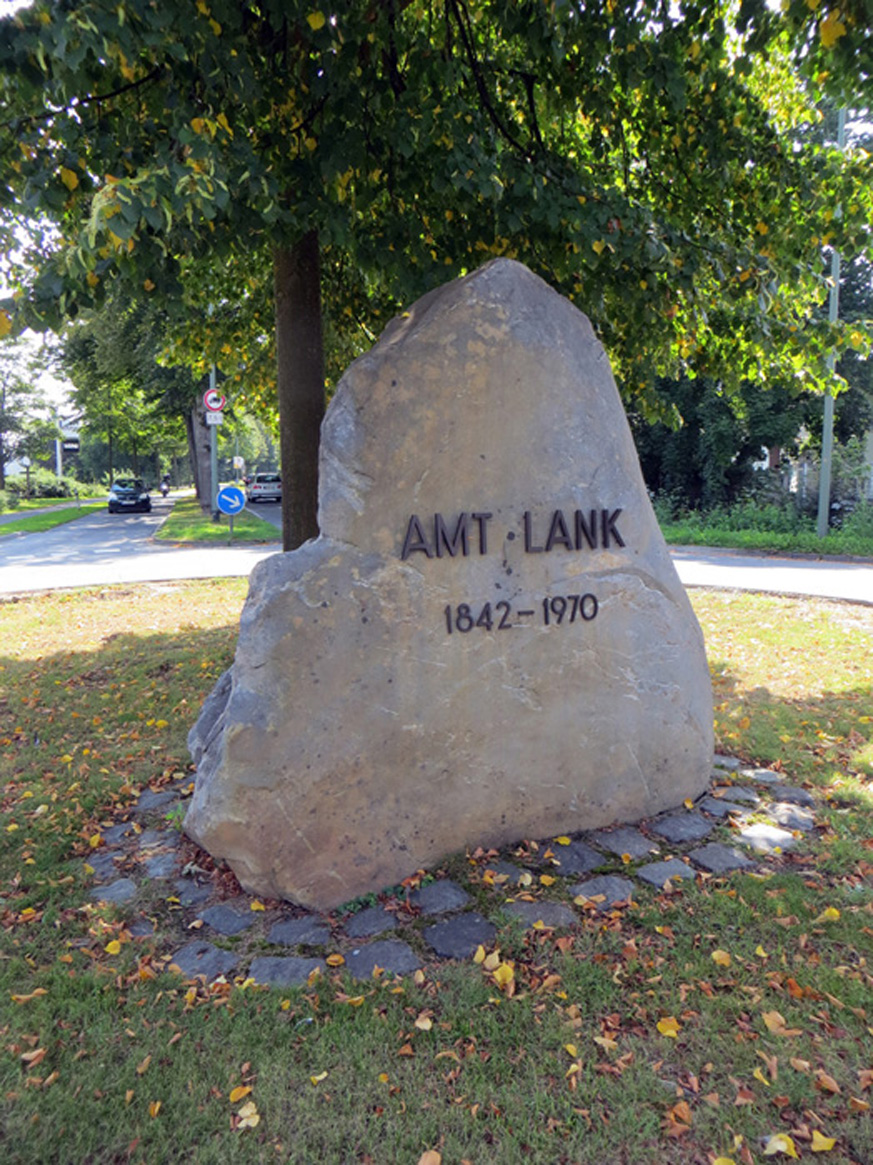
Gedenkstein Amt Lank

Wappen Amt Lank

Der Heimatkreis Lank e. V. ist ein deutscher Heimatverein im ehemaligen Amt Lank.

## Geschichte
Die Gründung des „Heimatkundlichen Arbeitskreises Lank“ fand am 13. Mai 1971 durch ein siebenköpfiges Komitee statt. Am 12. Juni 1979 wurde aus dem Arbeitskreis der gemeinnützige Verein „Heimatkreis Lank e. V.“ 
Mit der Gründung wurde ein weiterer Schritt getan, um die heimatkundliche Arbeit im ehemaligen Amt Lank zu organisieren. Es ging darum, eine Sammlung anzulegen. Es hatte zwar in Lank und Latum in früherer Zeit eine Reihe von Heimatforschern gegeben, die aber alle einzeln agiert und ihre Erkenntnisse nicht weiter gegeben hatten. In den 1930er Jahren hatte ein Lanker Geschichtsverein bestanden, dem zwar die Spitzen der Amtsverwaltung angehörten, dessen Breitenwirkung aber begrenzt blieb.

## Zielsetzung
Der Heimatkreis will namentlich die Geschichte der Heimat erforschen und zu Papier bringen, Baudenkmäler und Naturdenkmäler erhalten und schützen, die natürliche Landschaft schützen und entwickeln, das Ortsbild und die Eigenarten der Orte des ehemaligen Amtes Lank pflegen und erhalten, die Mundart und das Brauchtum pflegen und entsprechende Initiativen unterstützen sowie jährlich ein verdientes Mitglied mit dem Heimatpreis „Jacobs-Leiter“ ehren. Diese Bronzeplakette ist dem Siegel des einstigen Pfarrers Wilhelm Jacobs in freier Interpretation nachempfunden (Entwurf: Michael Franke).

## Aktivitäten
Ein Schwerpunkt der Vereinstätigkeit der letzten Jahre liegt in dem Anbringen von Infotafeln an historischen Gebäuden oder Orten. Weiterhin ist die Erhaltung und Pflege der Denkmäler des ehemaligen Amtes Lank eine der Hauptaktivitäten. Auch werden Erkenntnisse aus der Geschichtsforschung mit dem jährlich erscheinenden Heimatblatt Dä Bott der Allgemeinheit zur Verfügung gestellt. Es findet eine monatliche Vortragsreihe mit verschiedenen historischen Zusammenfassungen in der Teloy-Mühle statt. Der regelmäßige Mundartstammtisch soll den heimischen Dialekt, das „Länkter Platt“, lebendig halten und pflegen. Diverse Publikationen in der Reihe „Im Rheinbogen“ ergänzen die Aktivitäten, ebenso Bildungsreisen im Inland und im europäischen Ausland sowie die Pflege der Beziehung mit der Partnerstadt Loose Creek in den USA.

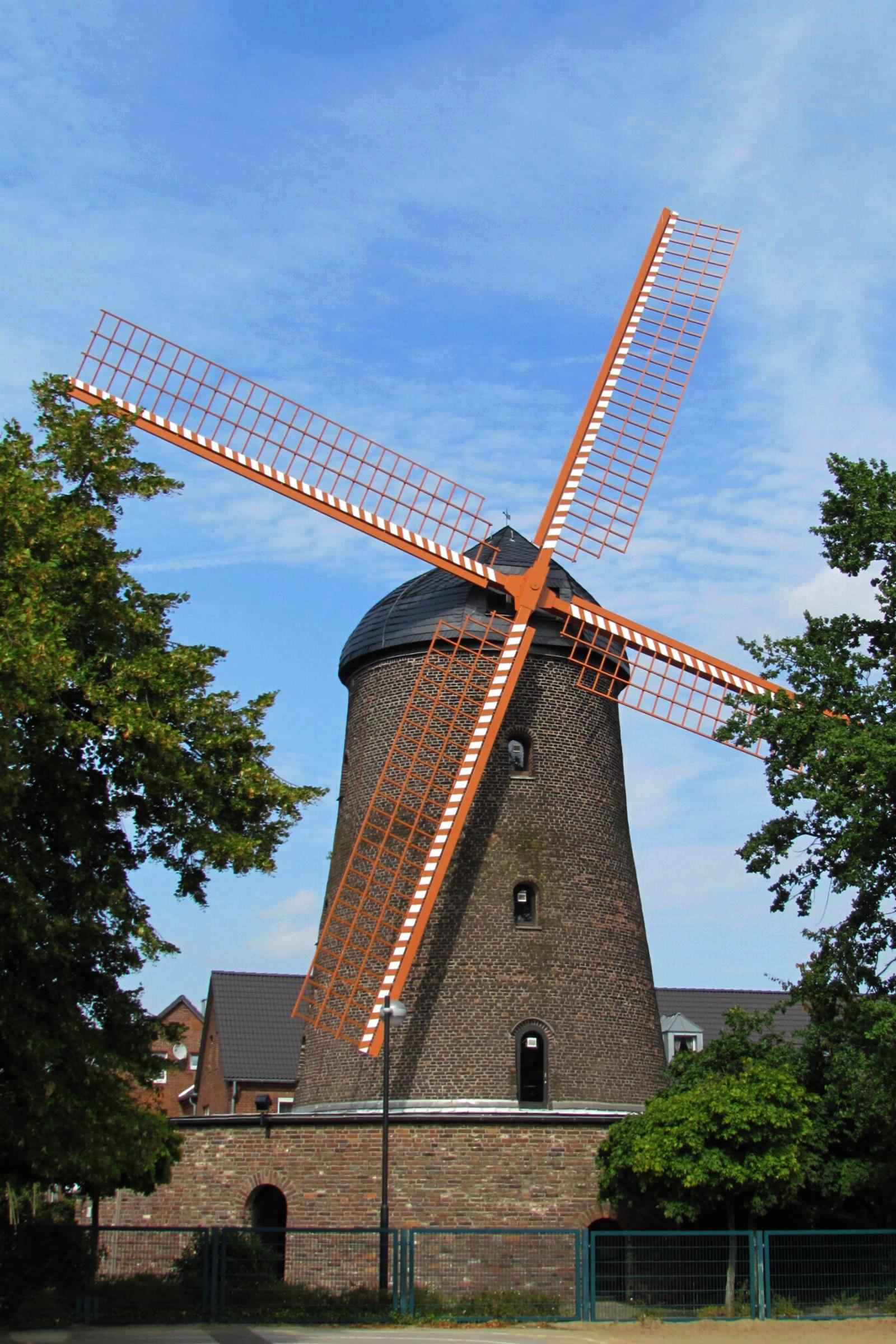
Teloy-Mühle
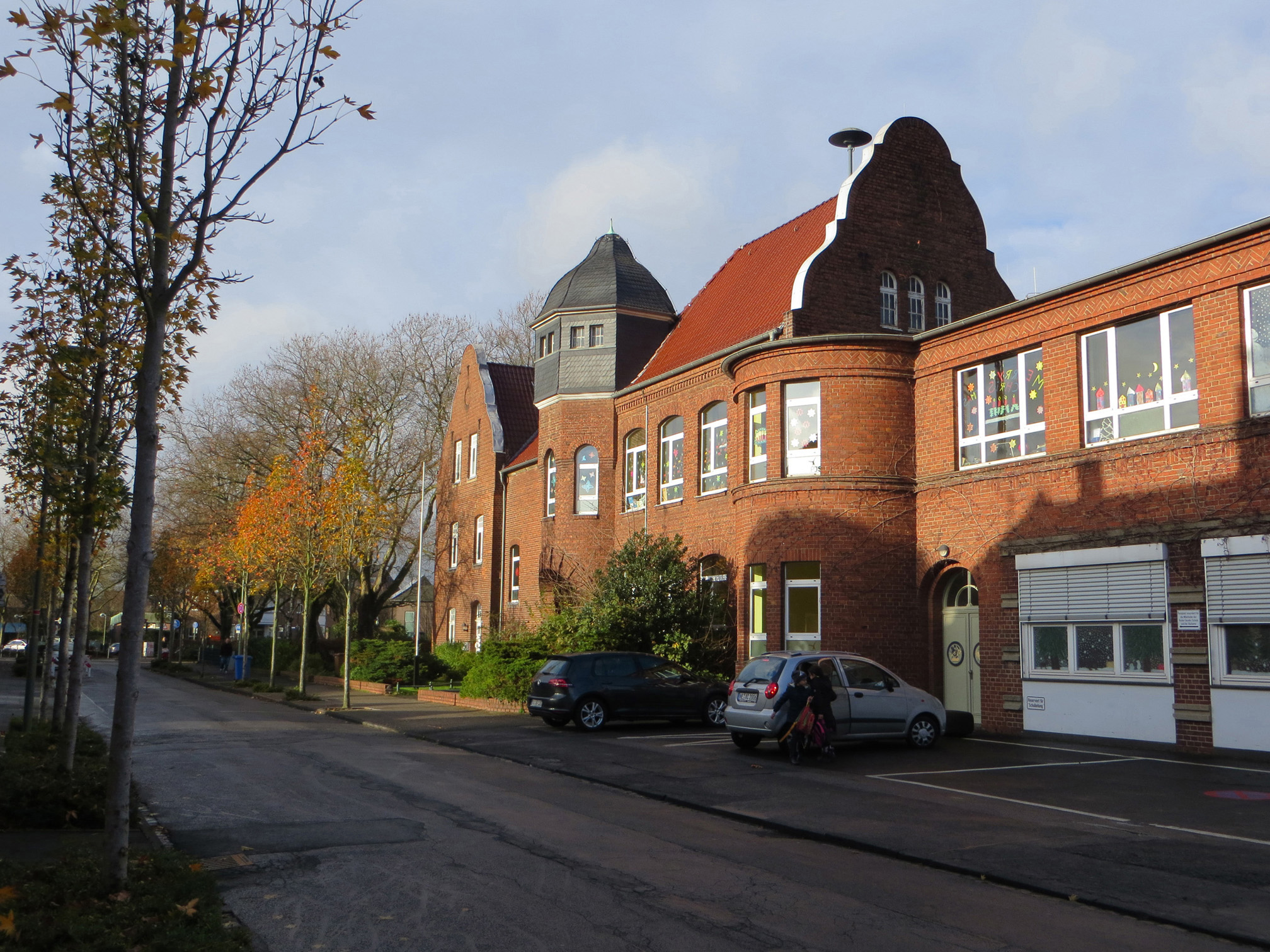
Pastor-Jacobs-Schule
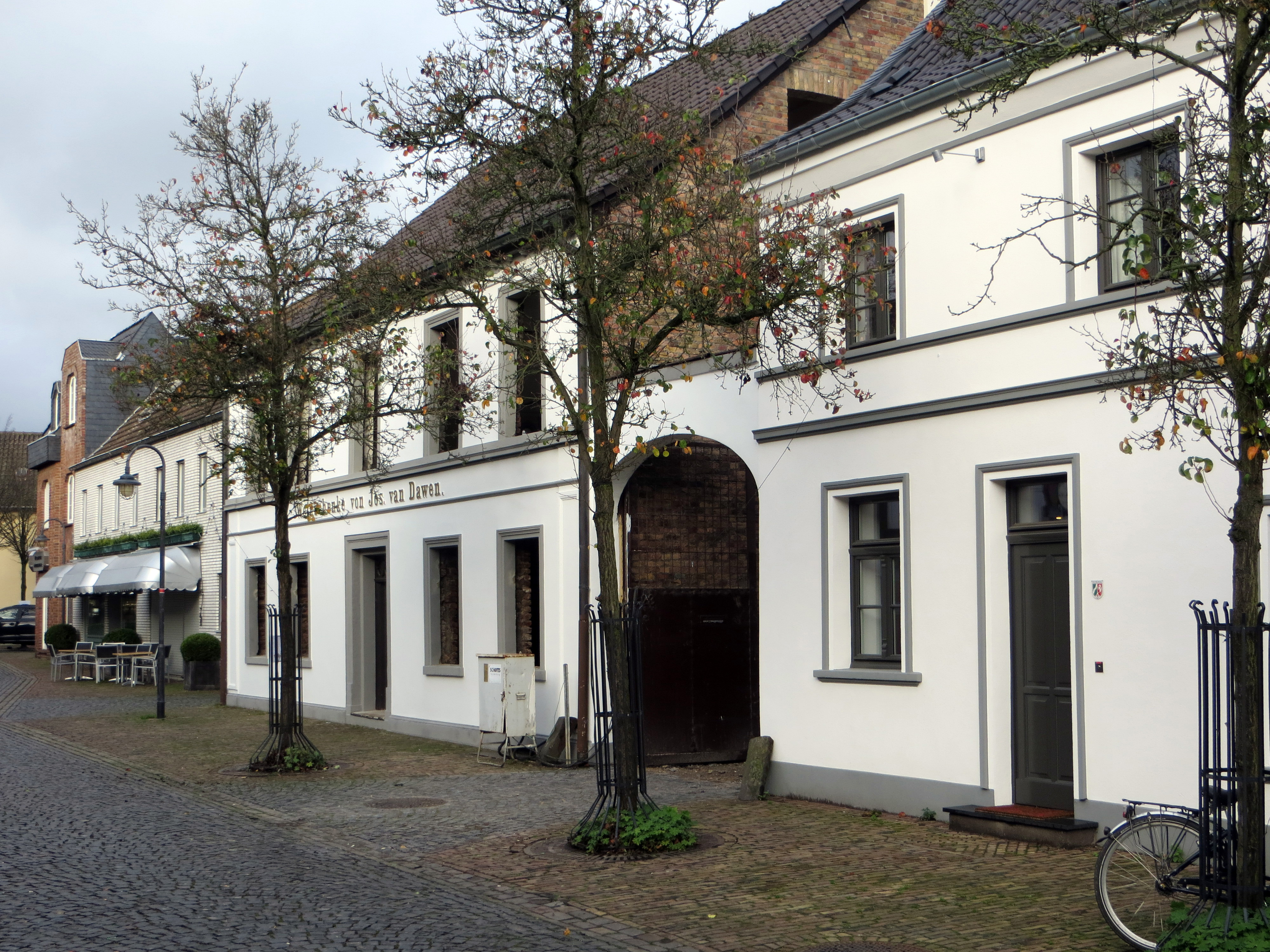
Weinschenke van Dawen
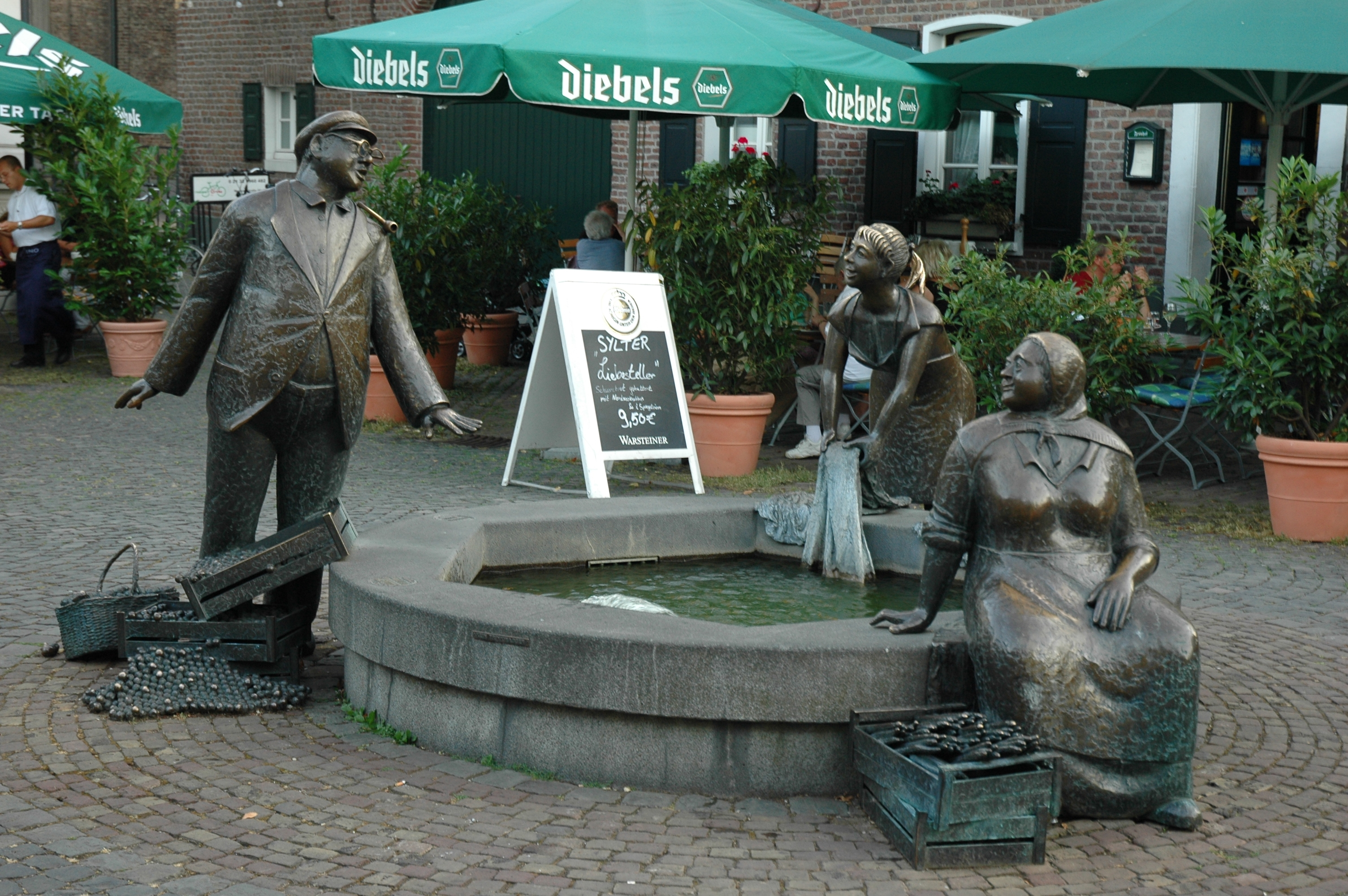
Marktbrunnen
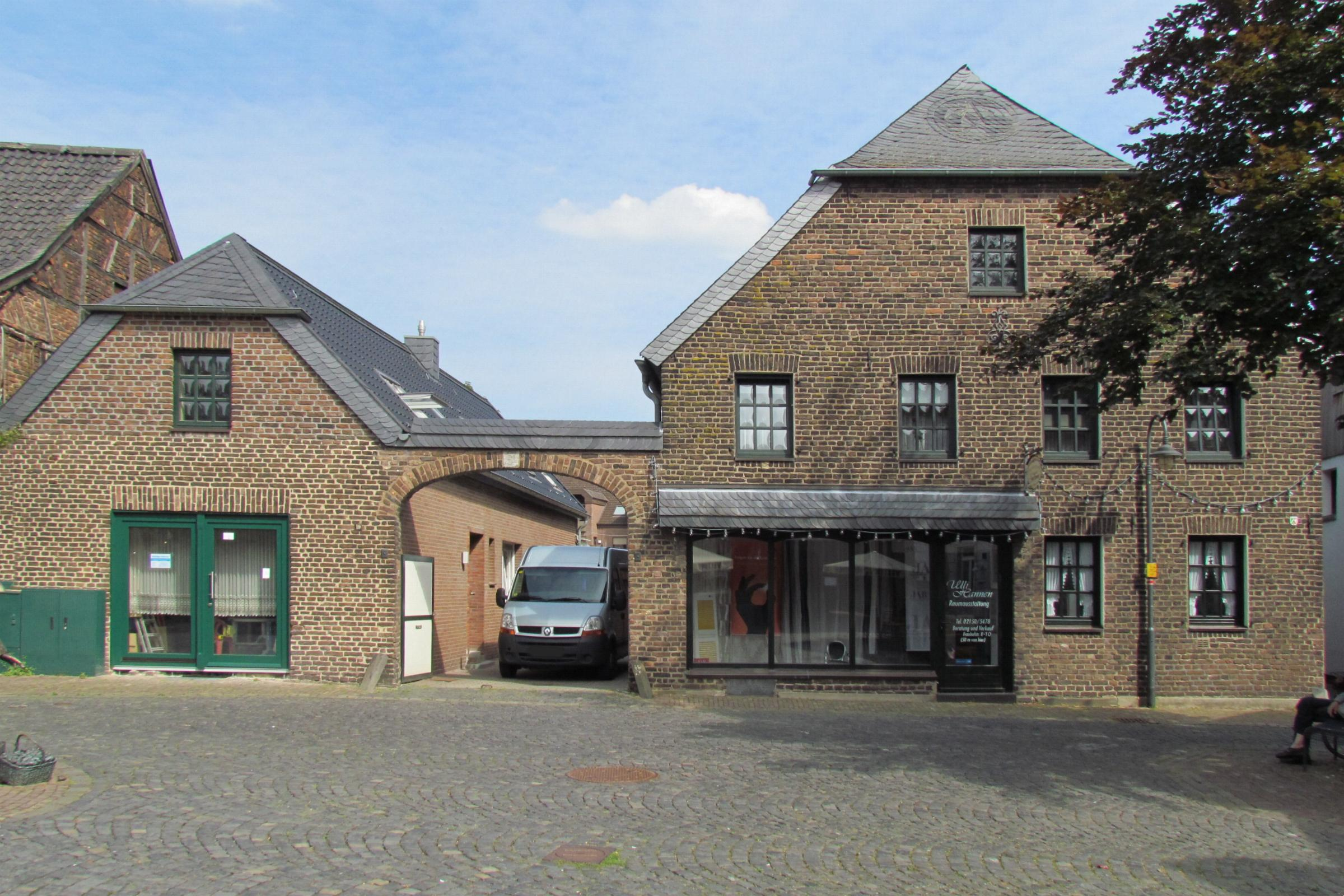
van Haags-Hof
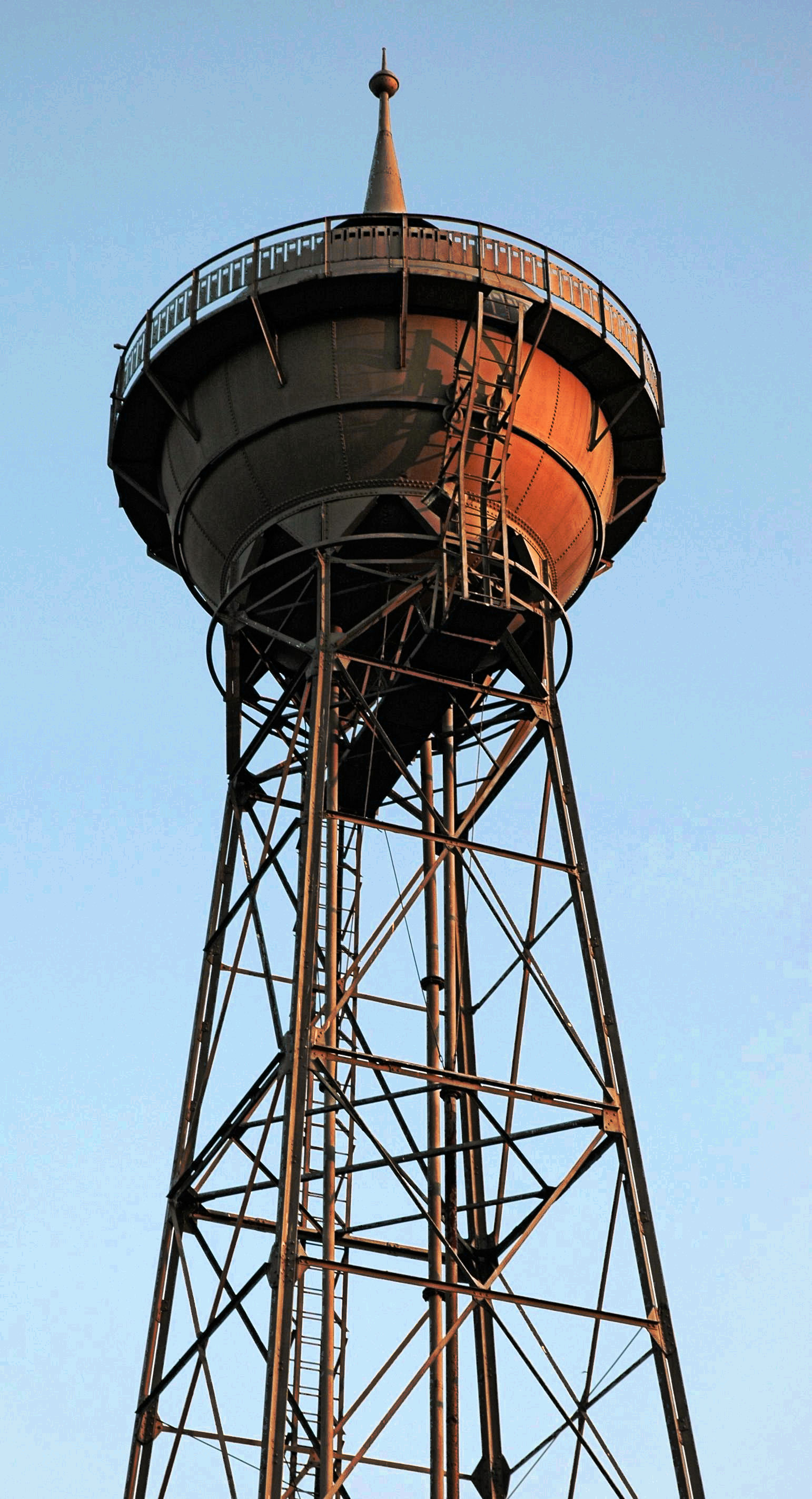
Wasserturm
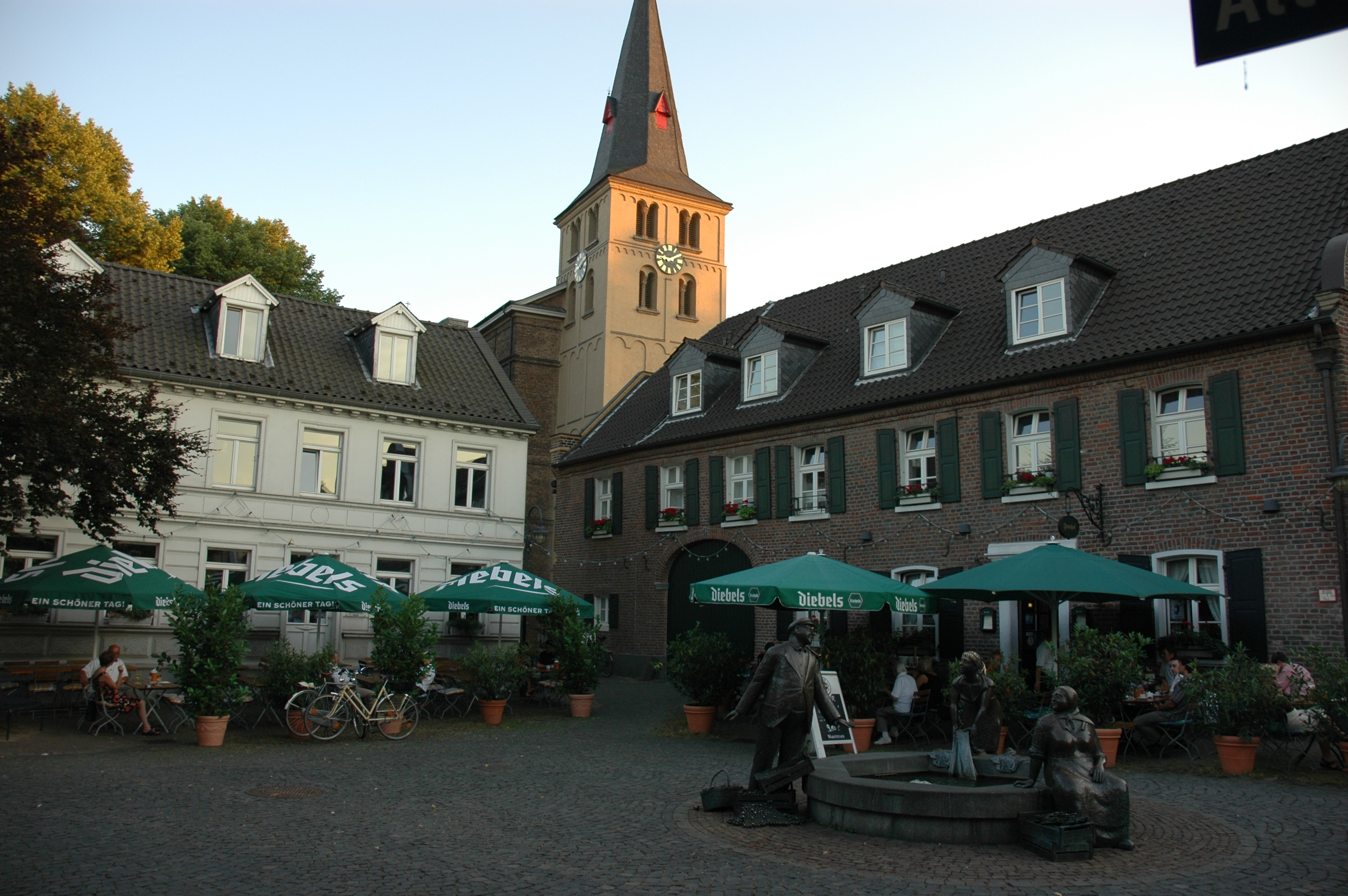
Marktplatz mit Gaststätte (rechts)

## Veröffentlichungen
- Johann Peter Lentzen: Geschichte des Kirchspiels Lank. 1881. Nachdruck. (1985)
- Wo die Zeit stehen blieb – Ossum-Bösinghoven von der Vergangenheit bis zur Gegenwart, 800 Jahre Ossum. (1986)
- Junge Stadt in alten Bildern – Ansichtskarten erinnern an die Meerbuscher Vergangenheit. (1990)
- Im Rheinbogen – Beiträge zur Lanker und Meerbuscher Geschichte. (1993)
- Die Pfarrkirche St. Stephanus zu Lank 1844–1994. (1994)
- Peter Dohms: Landleben und Brauch – Alltagsgeschichte im Gebiet des früheren Amtes Lank. (1998)
- Bürger – Bauer – Edelmann. Das Lotumer Buretheater. (1998)
- Paul Derks: „Im Lande Keldaggouue.“ Beiträge zur niederfränkischen Siedlungsnamen-Forschung im Umkreis der Stadt Meerburg. (1999)
- Briefe aus Missouri – Letters from Missouri. (2000)
- Peter Dohms: Die selige Hildegunde als Symbolfigur der Stadt Meerbusch. (2002)
- Karl Schmalbach: „Als ov nix jewäss wür“ – Leben im 20. Jahrhundert. (2003)
- Michael Regenbrecht: 1100 Jahre Langst-Kierst und Ilverich 904–2004. (2004)
- Meerbusch in Zeitzeugnissen 1930–1950 – Dokumente und Erinnerungen. (2005)
- Menschen leben Geschichte – 250 Jahre St. Pankratius-Schützenbruderschaft. (2007)
- Siegfried Scharbert: Kirchenführer St. Stephanus Meerbusch-Lank. (2009)
- Mike Kunze: Das Pastoral-Jahrbuch des Pfarrers Wilhelm Jacobs (1720–1798) aus Lank. (2010)
- Hochwasserschutz im Lanker Rheinbogen. Festschrift zum Abschluss der Deichsanierung im Bereich des Deichverbandes Meerbusch-Lank. (2012)
- Die Buscher-Chronik. Geschichte der niederrheinischen Pfarren Lank und Osterath. (2013)
- Meerbusch-Lank im Ersten Weltkrieg. Briefe und Zeitzeugnisse von Front und Heimat. (2014)
- Kultus- und Kulturgegenstände in den Kirchen und Kapellen der Pfarrei Hildegundis von Meer in Meerbusch. (2016)
- Fotobuch zur Fotoausstellung „gestern und heute“. (2019)